# Административное деление Армянской ССР на 1 января 1926 года
По состоянию на 1 января 1926 года население Социалистической Советской Республики Армении составляло 907 755 человек, из них городское 146 427 человек и сельское 761 328 человек. Административный центр ССР — город Эривань. Республика делилась на уезды и участки.
- общее число уездов — 9:

1. Даралягезский (центр — село Кешишкенд) — 1 участок, 44 сельсовета, 88 селений, 6383 двора, 29904 человек
2. Делижанский (центр — город Делижан) — 5 участков, 68 сельсоветов, 79 селений, 21942 двора, 80096 человек
3. Зангезурский (центр — город Горис) — 3 участка, 93 сельсовета, 140 селений, 14048 дворов, 73280 человек
4. Ленинаканский (центр — город Ленинакан) — 7 участков, 185 сельсоветов, 208 селений, 34643 дворов, 193743 человек
5. Лори-Памбакский (центр — город Караклис) — 5 участков, 106 сельсоветов, 137 селений, 14425 дворов, 133601 человек
6. Мегринский (центр — село Мегры) — участков нет, 17 сельсоветов, 26 селений, 1853 двора, 8603 человек
7. Ново-Баязетский (центр — город Ново-Баязет) — 4 участка, 64 сельсовета, 82 селений, 18681 дворов, 103008 человек
8. Эриванский (центр — город Эривань) — 6 участков, 121 сельсовет, 206 селений, 37356 дворов, 170000 человек
9. Эчмиадзинский (центр — город Вагаршапат) — 5 участков, 129 сельсоветов, 151 селений, 27317 дворов, 114620 человек

- общее число участков — 36
- общее число городов — 7 (Вагаршапат, Горис, Делижан, Караклис, Ленинакан, Ново-Баязет, Эривань)
- общее число сельсоветов — 827
- общее число селений — 1117
- общее число дворов — 177651